# Slatinské Lazy
Slatinské Lazy es un municipio del distrito de Detva en la región de Banská Bystrica, Eslovaquia, con una población estimada, a finales del año 2023, de 536 habitantes. 
Se encuentra ubicado en el centro de la región, sobre los montes Centrales Eslovacos (Cárpatos occidentales) y a poca distancia al sur del río Hron —un afluente izquierdo del Danubio—.

## Demografía
| Año        | 1994 | 2004     | 2014    | 2024    |
| ---------- | ---- | -------- | ------- | ------- |
| Población  | 456  | 525      | 502     | 530     |
| Diferencia |      | +15,13 % | −4,38 % | +5,57 % |

| Año        | 2023 | 2024    |
| ---------- | ---- | ------- |
| Población  | 536  | 530     |
| Diferencia |      | −1,11 % |